# Tom Soares
Thomas James „Tom” Soares (ur. 10 lipca 1986 w Reading) – angielski piłkarz występujący na pozycji pomocnika w Wimbledon.